# Ensors
 (août 2024).
Les Ensors sont des récompenses cinématographiques et de télévision décernées chaque année depuis 2010 pendant le Festival du film d'Ostende. Ces prix étaient dénommés Prix du cinéma flamand (en néerlandais : De Vlaamse Filmprijzen) lors des deux premières éditions (en 2010 et 2011).

## Historique
Quatre ans après la suppression des prix Joseph Plateau, des prix concernant le cinéma sont à nouveau décernés en Belgique. Ces prix récompensent des œuvres et des personnalités talentueuses du cinéma flamand.
Les Ensors récompensent les films sortis de début août de l'année précédente jusqu'à la fin juillet de l'année. Le prix du public est attribué par les festivaliers qui reçoivent chacun un bulletin de vote.
Un pendant francophone a été créé en février 2011 par la Communauté française, les « Magritte du cinéma ».
En 2012, l'organisation a annoncé que les prix du cinéma flamand seront dorénavant dénommés « Ensors » en référence au peintre ostendais James Ensor. Le prix lui-même a été conçu par l'artiste ostendais Yves Velter (nl).
À partir de 2018, les récompenses sont décernées par l'Academie Ensor, en lieu et place d'un jury. En outre, les Ensors s'ouvrent à la télévision, et récompensent les séries télévisées. Par contre, les prix décernés aux courts-métrages sont abandonnés.

## Catégories de récompenses
Onze prix récompensent les longs-métrages sortis au cinéma :
- Meilleur film (Beste film) – depuis 2010
- Meilleur réalisation de film (Beste regie film) – depuis 2010
- Meilleur scénario de film (Beste scenario film) – depuis 2010
- Meilleur acteur de film (Beste acteur film) – depuis 2010
- Meilleure actrice de film (Beste actrice film) – depuis 2010
- Meilleure photographie de film (Beste fotografie/cinematografie ) – depuis 2011
- Meilleure musique de film (Beste muziek film) – depuis 2011
- Meilleur montage de film (Beste montage film) – depuis 2012
- Meilleur production design de film (décors, maquillage et costumes) (Beste production design film (art direction, make-up, kostuum)) – depuis 2018
  - Meilleurs costumes (Beste kostuum) – de 2012 à 2017
  - Meilleur maquillage (Beste make-up) – en 2015 et en 2017
  - Meilleurs décors (Beste art direction) – de 2012 à 2017
- Meilleur film pour jeunes (Beste jeugdfilm) – depuis 2017
- Meilleur documentaire (Beste documentaire) – depuis 2012
  - Meilleur acteur dans un second rôle (Beste acteur in een bijrol) – de 2010 à 2017
  - Meilleure actrice dans un second rôle (Beste actrice in een bijrol) – de 2010 à 2017
  - Meilleur espoir (Beste debuut) – de 2010 à 2017
  - Meilleure coproduction avec les Pays-Bas (Beste coproductie met Nederland) – en 2017
  - Meilleure coproduction avec la Wallonie (Beste coproductie met Wallonie) – en 2017
  - Meilleure coproduction (Beste coproductie) – de 2012 à 2016

Cinq prix récompensent les séries télévisées :
- Meilleure série télévisée (Beste televisieserie) – depuis 2018
- Meilleur scénario de série télévisée (Beste scenario televisieserie) – depuis 2018
- Meilleur réalisation de série télévisée (Beste regie televisieserie) – depuis 2018
- Meilleur acteur de série télévisée (Beste acteur televisieserie) – depuis 2018
- Meilleure actrice de série télévisée (Beste actrice televisieserie) – depuis 2018

Trois prix spéciaux sont également décernés :
- Prix du public (Telenet publiekprijs) – en 2010, puis depuis 2013
- Meilleur box office (Beste box-office) – depuis 2018
  - Industry award – de 2012 * 2017
- Mérite international de l'année (Internationale verdienste van het jaar) – depuis 2018
  - Prix du mérite (Prijs van de verdienste) – de 2010 à 2012

Enfin, auparavant, plusieurs prix récompensaient les courts-métrages :
- - Meilleur court métrage (Beste kortfilm) – de 2012 à 2017
  - Meilleur court métrage d'animation (Beste animatiekortfilm) – de 2012 à 2017
  - Meilleure photographie (Beste D.O.P.) – en 2017

## Cérémonies
| Édition                  | Date                    | Lieu             | Meilleur film                                      |
| ------------------------ | ----------------------- | ---------------- | -------------------------------------------------- |
| 1re cérémonie des Ensors | 10 septembre 2010       | Casino d'Ostende | La Merditude des choses (De helaasheid der dingen) |
| 2e cérémonie des Ensors  | 10 septembre 2011       | Casino d'Ostende | Tête de bœuf (Rundskop)                            |
| 3e cérémonie des Ensors  | 14 et 15 septembre 2012 | Casino d'Ostende | À tout jamais (Tot altijd)                         |
| 4e cérémonie des Ensors  | 13 et 14 septembre 2013 | Casino d'Ostende | Alabama Monroe (The Broken Circle Breakdown)       |
| 5e cérémonie des Ensors  | 20 septembre 2014       | Casino d'Ostende | Marina                                             |
| 6e cérémonie des Ensors  | 19 septembre 2015       | Casino d'Ostende | The Madness of Reason                              |
| 7e cérémonie des Ensors  | 16 septembre 2016       | Casino d'Ostende | Les Ardennes (D'Ardennen)                          |
| 8e cérémonie des Ensors  | 15 et 16 septembre 2017 | Casino d'Ostende | Home                                               |
| 9e cérémonie des Ensors  | 15 septembre 2018       | Casino d'Ostende | Le Fidèle et Zagros (ex aequo)                     |

## Récompenses et nominations multiples

### Films
Liste des films les plus primés depuis la première cérémonie des Prix du cinéma flamand en 2010 :
- 9 Ensors
  - Alabama Monroe (The Broken Circle Breakdown) (en 2013) : meilleur film, meilleur réalisateur, meilleure photographie, meilleure musique, meilleure actrice, meilleur montage, meilleurs costumes, meilleurs décors, Industry award. Le film totalisait 10 nominations.
- 8 Ensors
  - Les Ardennes (D'Ardennen) (en 2016) : meilleur film, meilleur acteur, meilleur acteur dans un second rôle, meilleur scénario, meilleure photographie, meilleurs costumes, meilleurs décors, Industry award. Le film totalisait 10 nominations.
- 7 Ensors
  - Tête de bœuf (Rundskop) (en 2011 et 2012[4]) : meilleur film, meilleur réalisateur, meilleure photographie, meilleur acteur, meilleur acteur dans un second rôle, meilleur espoir et prix du mérite. Le film totalisait 8 nominations.
  - Marina (en 2014) : meilleur film, meilleur réalisateur, meilleur scénario, meilleurs décors, meilleurs costumes, Industry Award, prix du public. Le film totalisait 8 nominations.
- 6 Ensors : 
  - La Merditude des choses (De helaasheid der dingen) (en 2010) : meilleur film, meilleur scénario, meilleur acteur, meilleur acteur dans un second rôle, meilleur espoir, prix du public. Le film totalisait 8 nominations.
  - Home (en 2017) : meilleur film, meilleure réalisation, meilleur acteur, meilleure actrice, meilleure actrice dans un second rôle, meilleur montage. Le film totalisait 13 nominations.
  - Le Fidèle (en 2018) : meilleur film, meilleur réalisateur, meilleur acteur, meilleure photographie, meilleur production design, meilleur montage. Le film totalisait 9 nominations.
- 5 Ensors :
  - L'Envahisseur (en 2012) : meilleur réalisateur, meilleure photographie, meilleure musique, meilleurs costumes et Industry award. Le film totalisait 8 nominations.
  - Waste Land (en 2015) : meilleur réalisateur, meilleur acteur dans un second rôle, meilleure actrice dans un second rôle, meilleur scénario. Le film totalisait 13 nominations.
- 4 Ensors :
  - Black (en 2016) : meilleur réalisateur, meilleure actrice, meilleur montage, prix du public. Le film totalisait 8 nominations.
- 3 Ensors :
  - À tout jamais (Tot altijd) (en 2012) : meilleur film, meilleur acteur, meilleur montage. Le film totalisait 8 nominations.
  - Groenten uit Balen (en 2012) : meilleure actrice, meilleur acteur dans un second rôle, meilleure actrice dans un second rôle. Le film totalisait 6 nominations.
  - Offline (en 2013) : meilleur scénario, meilleur acteur, meilleur acteur dans un second rôle. Le film totalisait 6 nominations.
  - Le Verdict (Het vonnis) (en 2014) : meilleur acteur, meilleure photographie, meilleur montage. Le film totalisait 7 nominations.
  - The Madness of Reason (en 2015) : meilleur film, meilleur montage, meilleure musique. Le film totalisait 4 nominations.
  - Paradise Trips (en 2015) : meilleur acteur, meilleurs costumes, Industry Award. Le film totalisait 9 nominations.

### Séries télévisées
Liste des séries les plus primées depuis 2018, date à laquelle les Ensors ont récompensé des séries pour la première fois :
- 5 Ensors
  - Tabula rasa (en 2018) : meilleur film, meilleur scénario, meilleur réalisateur, meilleur acteur, meilleure actrice. La série totalisait neuf nominations.